# Saint Peter's College
Il Saint Peter's College è un'università pubblica di indirizzo cattolico con sede a Muenster, nel Saskatchewan, Canada.
Fu fondato nel 1921 dai monaci benedettini della congregazione americana cassinese della Saint Peter's Abbey di Muenster. È affiliata alla University of Saskatchewan dal 1926.